# Gójsk (gmina)
Gójsk (pocz. Gujsk) – dawna gmina wiejska istniejąca do 1954 roku w woj. warszawskim. Siedzibą władz gminy był Gójsk. 
Gmina Gójsk powstała w 1867 roku w powiecie rypińskim w guberni płockiej. Na początku okresu międzywojennego gmina należała nadal do powiatu rypińskiego w woj. warszawskim, lecz już 1 stycznia 1925 gminę przyłączono ją do powiatu sierpeckiego w tymże województwie. 31 marca 1938 do gminy Gójsk przyłączono gromady Blinno i Podlesie z gminy Szczutowo w powiecie rypińskim w tymże województwie. 
Po wojnie gmina zachowała przynależność administracyjną. Według stanu z 1 lipca 1952 roku gmina składała się z 19 gromad. Gminę zniesiono 29 września 1954 roku wraz z reformą wprowadzającą gromady w miejsce gmin.
Jednostki nie przywrócono 1 stycznia 1973 roku po reaktywowaniu gmin, a jej dawny obszar wszedł głównie w skład gmin Szczutowo, Mochowo i Sierpc.